# Jedle cilicijská
Jedle cilicijská (Abies cilicica) je jehličnatý, značně proměnlivý strom se vzpřímenými větvemi, rostoucí v horách jihozápadní Asie.

## Synonyma
- Picea cilicica
- Pinus cilicica
- Abies kotschyana
- Abies rinzii
- Abies selinusia
- Abies tchugatskoi
- Pinus tchugatskoi.

## Popis
Stálezelený, jehličnatý, rychle rostoucí (více než 30 cm za rok a více než 4,5 m za deset let) strom dorůstající 25–35 m. Koruna je úzce pyramidální. Větve jsou stoupající. Borka je šedá a zpočátku hladká, později rozpraskaná do šupinovitých plátů. Letorosty jsou hladké, červenožlutošedohnědé, nepravidelně chlupaté (poddruh cilicica) či bez chlupů (poddruh isaurica). Pupeny jsou vejčité, bez pryskyřice (poddruh cilicica) či s pryskyřicí (poddruh isaurica) a hnědé. Jehlice jsou 2–4 cm dlouhé, 1,5–3 mm široké, seshora tmavě zelené, zespodu s bílými pruhy, spirálovitě uspořádané, tupé. Samčí šištice jsou krátké, válcovité, 10–15 mm dlouhé. Samičí šištice (šišky) jsou přímé, válcovité, 15–30 cm dlouhé a 4–6 cm široké, s tupým vrcholem, zpočátku zelenavé, dozráváním červenohnědé. Semena jsou červenohnědá, 10–12 mm dlouhá a 5 mm široká, se světle hnědým, 20 mm dlouhým křídlem.

## Příbuznost
Jedle cilicijská Abies cilicica se vyskytuje ve 2 poddruzích:
- Abies cilicica poddruh cilicica.
- Abies cilicica poddruh isaurica.

## Výskyt
Domovinou stromu je:
- Abies cilicica poddruh cilicica: Libanon (severní část pohoří Libanon), Sýrie (město Lázikíja) a Turecko (východní část pohoří Taurus).
- Abies cilicica poddruh isaurica: Endemit v jihozápadním Turecku (bývalá Isaurie - historické území s jádrem v dnešní turecké provincii Konya).

## Ekologie
Strom roste v nadmořských výškách 1000–2100 m, často ve společenství cedru libanonského a jalovců. Jedle cilicijská upřednostňuje plné oslunění, vlhké, kamenité a dobře odvodňované půdy s pH 6.1 - 7.5  (mírně kyselé až neutrální), nicméně v přírodě přesto dokáže prosperovat, a často též roste, v půdách vápenatých. Jedle cilicijská je mrazuvzdorná do −28 °C.

## Choroby a nepřátelé
Strom je někdy napadán houbou kořenovníkem vrstevnatým (Heterobasidion annosum), především v monokulturních porostech.

## Využití člověkem
Místně je používán pro dřevo, ze kterého se vyrábí překližka, používaná ve stavebnictví na vnitřní konstrukce.

## Ohrožení
Populace stromu (všechny poddruhy) je klesající:
- Abies cilicica poddruh cilicica je hodnocena jako téměř ohrožený: V Libanonu: populace je roztříštěná a degraduje pod současným tlakem urbanizace a s ní spojenou zástavbou, vesničané jej též nadměrně kácí pro palivové dříví a téměř celoročně v lesích pasou hospodářská zvířata; v minulosti byl strom kácen pro dřevo při budování železnic (výroba železničních pražců). V Sýrii: degradace populace v důsledku urbanizace, požárů, občasného kácení lidmi a spásáním kozami, populace stromu zde vyžaduje naléhavě ochranu. V Turecku: zde je ohrožení menší než v Libanonu a Sýrii, nicméně divoké kozy také představují pro strom nebezpečí. Ve všech třech zemích je nicméně strom chráněn v národních parcích.
- Abies cilicica poddruh isaurica je hodnocena jako zranitelný: Riziko představují stáda divokých koz, jež nadměrně spásají semenáče a mladé větve stromu. Též lesní požáry (přírodní i následkem turistiky) a patogeny (některé druhy hub a přemnoženého hmyzu), představují riziko pro strom. Jsou též zaznamenány případy zhoršeného zdravotního stavu a náhlého úmrtí stromů způsobované vzrůstajícími letními teplotami a ubýváním srážek, jejichž pravděpodobnou příčinou je globální oteplování.

## Galerie

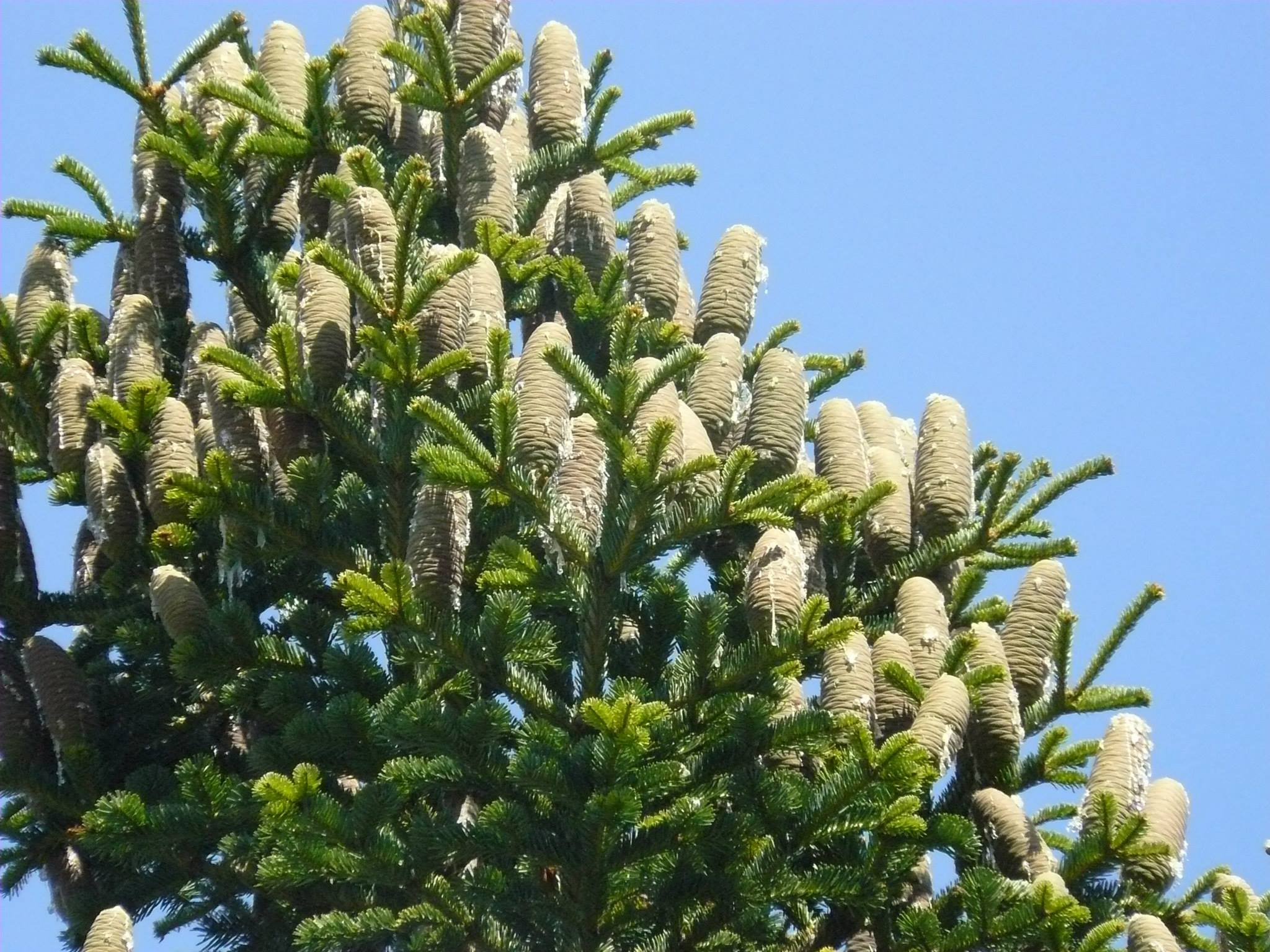
Jedle cilicijská, samičí šištice, v přírodní rezervaci Horsh Ehden, Libanon.
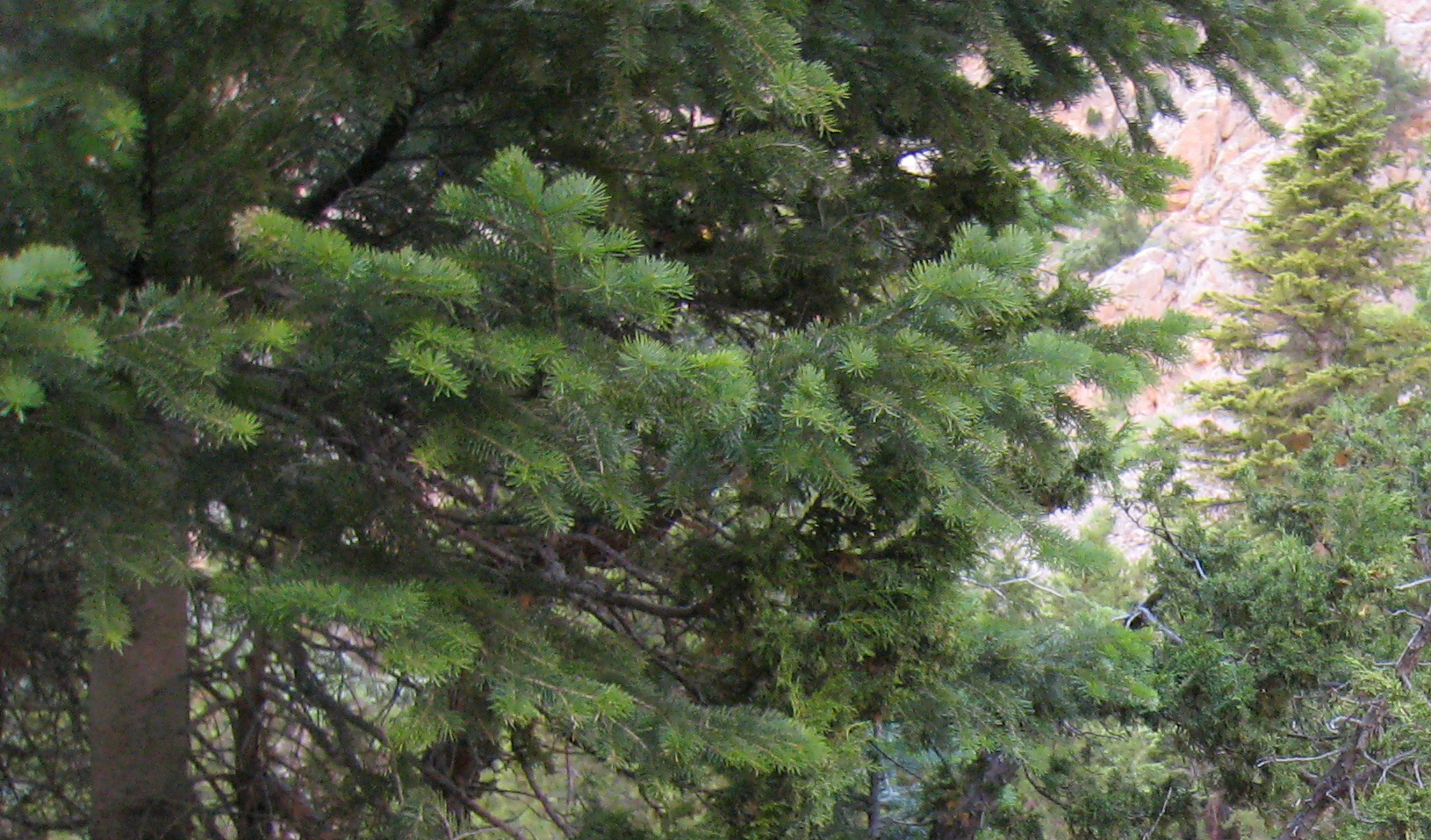
Jedle cilicijská, jehličí, Aladağlar Mountains, pohoří Taurus, Turecko.
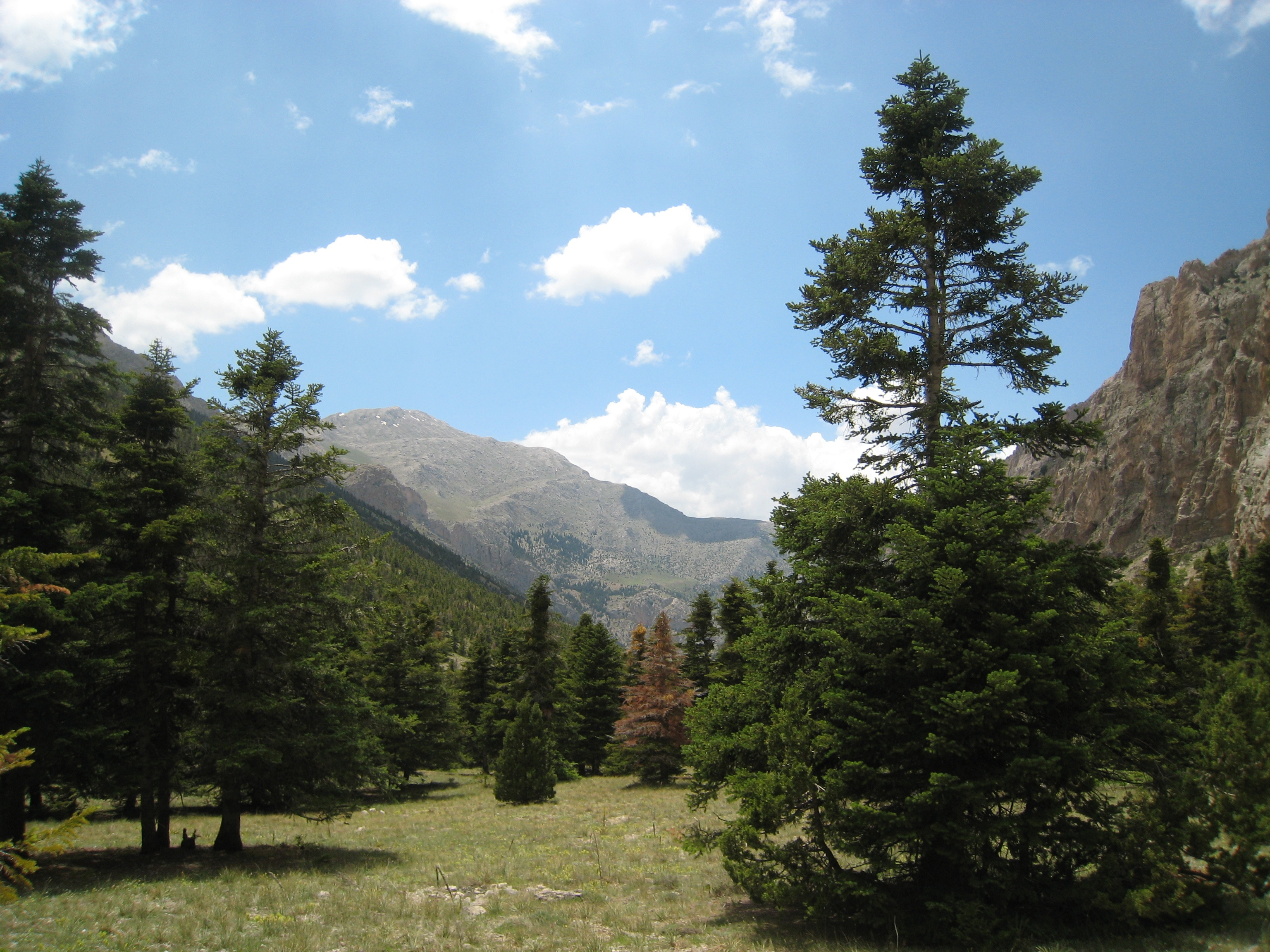
Jedle cilicijská, les, Aladağlar Mountains, pohoří Taurus, Turecko.